# Varicorhinus alticorpus
Varicorhinus alticorpus és una espècie de peix cipriniforme de la família dels ciprínids.

## Morfologia
Els mascles poden assolir els 50 cm de longitud total.

## Distribució geogràfica
Es troba a Taiwan i la Xina.